# Hyalonema keiense
Hyalonema keiense är en svampdjursart som beskrevs av Isao Ijima 1927. Hyalonema keiense ingår i släktet Hyalonema och familjen Hyalonematidae. Inga underarter finns listade i Catalogue of Life.